# Бежвниця (Західнопоморське воєводство)
Бежвниця (пол. Bierzwnica) — село в Польщі, у гміні Свідвин Свідвинського повіту Західнопоморського воєводства.
Населення — 589 осіб (2011).

## Демографія
Демографічна структура станом на 31 березня 2011 року:
|          | Загалом | Допрацездатний вік | Працездатний вік | Постпрацездатний вік |
| -------- | ------- | ------------------ | ---------------- | -------------------- |
| Чоловіки | 286     | 57                 | 204              | 25                   |
| Жінки    | 303     | 68                 | 179              | 56                   |
| Разом    | 589     | 125                | 383              | 81                   |